# Número mágico (física)
En física nuclear, un número mágico es un número de nucleones (ya sean protones o neutrones) de un núcleo atómico que otorgan mayor estabilidad al mismo frente a la desintegración nuclear. Los siete números mágicos reconocidos al año 2007 son 2, 8, 20, 28, 50, 82, y 126 (secuencia A018226 en OEIS). Los núcleos atómicos que contienen tales números mágicos de nucleones tienen una media más alta de energía de enlace por nucleón comparado con lo que se había predicho con la Fórmula de Weizsäcker y son por lo tanto más estables frente a la desintegración nuclear. En cierta medida, los números mágicos de protones se corresponden al máximo de la abundancia solar de elementos.

## Otras teorías
Algunos científicos también han encontrado una mayor estabilidad en otros números nucleares, lo que sugiere que estos números también hacen que la subcapa se llene, por lo que también son números mágicos:
- En mayo de 2000, un físico japonés publicó un artículo diciendo que 16[3] también puede ser un número mágico, y luego descubrió que 6, 30 y 32 también pueden ser nuevos números mágicos.
- En junio de 2005, científicos británicos y estadounidenses publicaron un artículo que decía que la estabilidad nuclear del isótopo de silicio radiactivo artificial 42 es muy alta, lo que indica que 14 también puede ser un número mágico.[4]
- En octubre de 2013, el centro japonés Riken anuncio el número 34 como un nuevo número mágico tras confirmarlo mediante pruebas en su propio colisionador de partículas.[5]